# 番囝
番囝:291，亦作番囝哥:291、番儂:291、番鬼、鬼佬:210。是閩語中稱呼外國人的詞語，按照字面解釋為「番邦（番國）來的囝哥」。因爲福州人觀念中認為，「番」一般指代外來的一切物種，如：「番囝薯」、「番薯」等。因為這些農作物不曾在福州本土出現過，多是從福州海外帶回福州後被福州人熟知後加「番」字以區分。

## 名稱
番囝或番囝哥除了表示外國人外，還有：
閩語俗話中亦有不少類似的稱呼：
- 如稱呼外國婦女：番囝婆
- 如稱呼外國小孩：番囝囝

## 含義
一些白種人認為番囝、番鬼這類稱呼是對他們的侮辱，於是在晚清時期，三坊七巷裡的「番鬼巷」改名閩語的諧音「宦貴巷」，以及「番仔弄」改名為「官嶺弄」:137。但即使如此，「宦貴巷」和「官嶺弄」這一地名還是按照閩語發音讀成「番鬼」和「番囝」。此外，「番囝」、「番鬼」這類詞彙時常出現在福州本地的傳統歌謠當中。